# Raphoe
Raphoe (en gaèlic irlandès Ráth Bhoth) és una vila d'Irlanda, al comtat de Donegal, a la província de l'Ulster. És alhora seu d'una diòcesi catòlica i una altra protestant.

## Etimologia
Raphoe, històricament Raffoe, prové del gaèlic irlandès Ráth Bhoth, que està fet de les paraules ráth (fortificació) i both (cabana). Això es podria referir a les cabanes de terrissa i esbarzer que envoltaven un monticle fortament fortificat. Es creu que les cabanes podien haver estat construïdes per monjos en el període paleocristià.

## Història
La terra agrícola fèrtil al voltant Raphoe ha estat habitada i conreada des de fa milers d'anys, i l'evidència es pot veure a través de monuments com el cercle de pedra de Beltany als afores de la vila. És un dels més grans cercles de pedra d'Irlanda amb un diàmetre de 44 metres i format per un total de més de seixanta pedres. Es creu que el lloc data del 2000 aC, i que en el seu origen va ser un cairn tancat. Es creu que el seu nom està lligat al festival cèltic de la fertilitat conegut com a 'Beltane'.
Cap al 550 Columba (també conegut com a Colmcille), un dels tres sants patrons d'Irlanda, fundà a l'àrea un assentament monàstic. Aquest indret fou posteriorment desenvolupat pel seu parent Eunan, qui donà el seu nom a la catedral de la vila i és el sant patró de la Diòcesi de Raphoe.
El 1198 John de Courcy, un cavaller normand que va envair l'Ulster en 1177, retornà al comtat de Donegal a devastar Inishowen i en el camí va destruir les esglésies d'Ardstraw (comtat de Tyrone) i Raphoe.
El disseny de la moderna ciutat es va traçar després de la colonització de l'Ulster a principis del segle xvii, quan la ciutat fou concedida a colons escocesos i anglesos. Foren aquests colons els qui van dissenyar la ciutat amb el 'Diamond' al seu centre, de manera similar a altres ciutats colonitzades com Derry i Donegal.

## Personatges il·lustres
- James Hawkins-Whitshed, soldat irlandès que va combatre a la Guerra contra els Estats Units i contra Napoleó.
- Frank McBrearty, Jr., alcalde de Donegal
- Chloe Magee, jugadora professional de badminton que ha participat en els Jocs Olímpics
- Conor O'Devany, bisbe i màrtir

## Galeria d'imatges

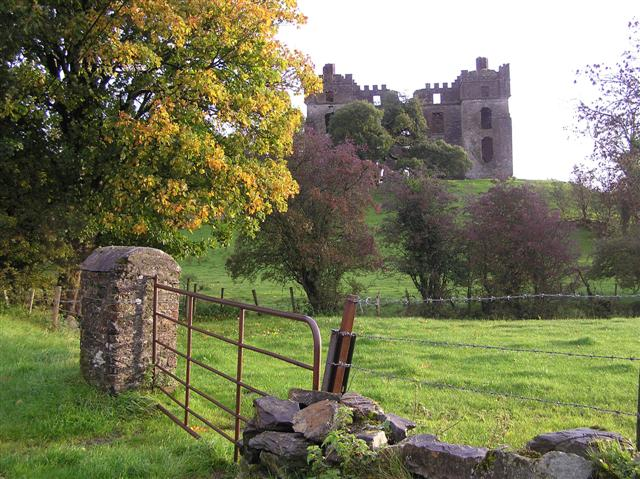
Castell de Raphoe
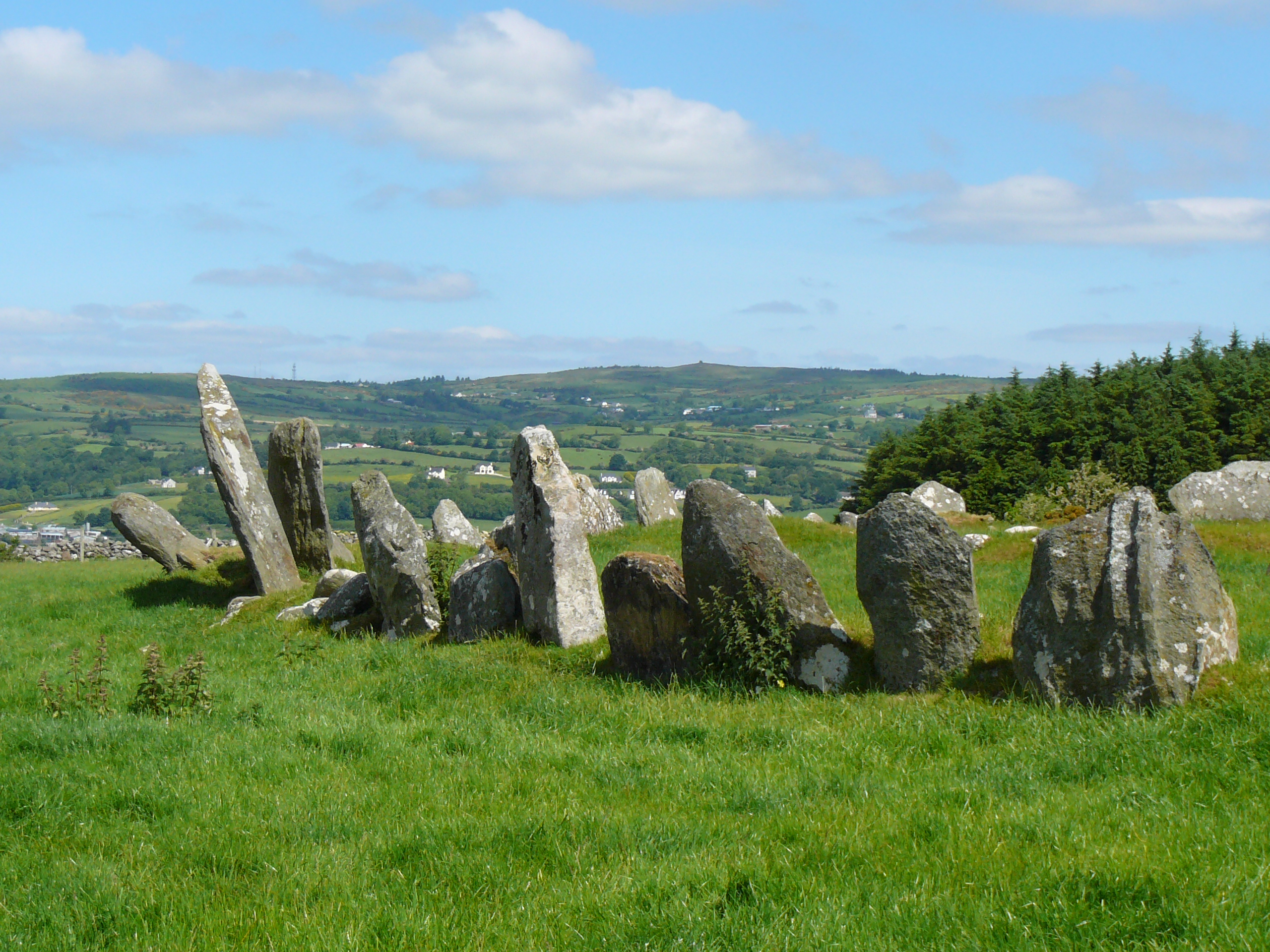
Cercle de pedra de Beltany
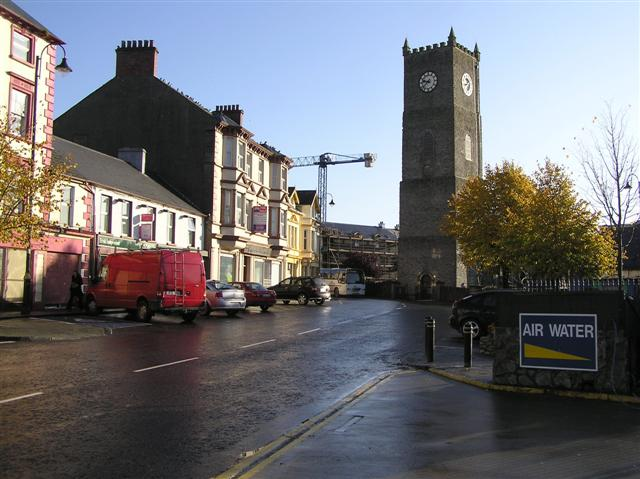
The Diamond
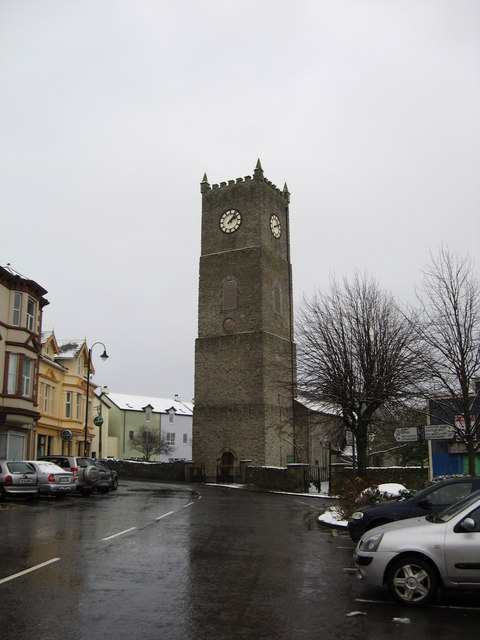
Catedral protestant de St Eunan